# طيطوي أحمر الساق أرقط

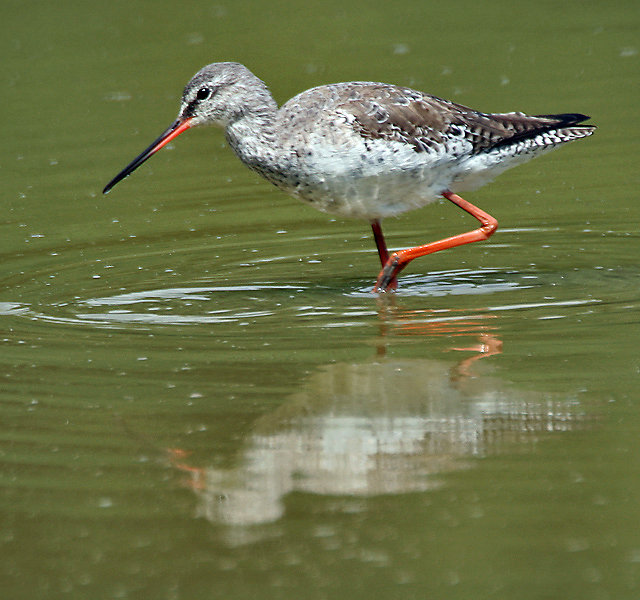

 طيطوي أحمر الساق أرقط (Spotted Redshank)الاسم العلمي:(Tringa Erythropus)،
يشبه الطيطوي أحمر الساق ولكنه يختلف عنه بأرجله الطويلة ومنقاره الطويل البرتقالي في بدايته وبه انحناءة بسيطة في نهايته، لون جسمه رمادي من أعلى وأبيض من أسفل في الشتاء، ولكنه في الصيف يكون رمادي داكن مائل إلى الأسود، وهو مهاجر غير شائع.

## اقرأ أيضا
- تطور الطيور
- النحام الكبير فنتير
- البلشون الرمادي
- أبو قردان (بلشون البقر)
- بلشون الصخر
- أبوملعقة
- الحذف الشتوي (بطة)

## وصلات خارجية
- الحيوان البري في البلاد العربية من الموسوعة العربية العالمية
- موقع طيور الكويت فيه صور لطائر الهدهد في الكويت وغيره من الطيور